# Коултон (Іллінойс)
Коултон (англ. Coalton) — селище (англ. village) в США, в окрузі Монтгомері штату Іллінойс. Населення — 317 осіб (2020).

## Географія
Коултон розташований за координатами 39°17′5″ пн. ш. 89°18′11″ зх. д. / 39.28472° пн. ш. 89.30306° зх. д. (39.284792, -89.302962).  За даними Бюро перепису населення США в 2010 році селище мало площу 1,38 км², уся площа — суходіл.

## Демографія
Згідно з переписом 2010 року, у селищі мешкали 304 особи в 128 домогосподарствах у складі 83 родин. Густота населення становила 220 осіб/км².  Було 138 помешкань (100/км²).
Расовий склад населення:
| - 93,4 % — білих - 0,7 % — корінних американців - 0,7 % — чорних або афроамериканців - 0,3 % — азіатів - 3,0 % — осіб інших рас |

До двох чи більше рас належало 2,0 %. Частка іспаномовних становила 3,9 % від усіх жителів.
За віковим діапазоном населення розподілялося таким чином: 21,7 % — особи молодші 18 років, 60,2 % — особи у віці 18—64 років, 18,1 % — особи у віці 65 років та старші. Медіана віку мешканця становила 43,3 року. На 100 осіб жіночої статі у селищі припадало 97,4 чоловіків;  на 100 жінок у віці від 18 років та старших — 88,9 чоловіків також старших 18 років.
Середній дохід на одне домашнє господарство  становив 47 152 долари США (медіана — 33 542), а середній дохід на одну сім'ю — 58 826 доларів (медіана — 55 000). Медіана доходів становила 53 438 доларів для чоловіків та 22 411 долар для жінок. За межею бідності перебувало 24,1 % осіб, у тому числі 43,9 % дітей у віці до 18 років та 19,6 % осіб у віці 65 років та старших.
Цивільне працевлаштоване населення становило 113 особи. Основні галузі зайнятості: освіта, охорона здоров'я та соціальна допомога — 34,5 %, сільське господарство, лісництво, риболовля — 12,4 %, публічна адміністрація — 10,6 %, будівництво — 10,6 %.